# 増原内奏問題
増原内奏問題（ますはらないそうもんだい）は、1973年（昭和48年）5月、当時の防衛庁長官であった増原惠吉が、昭和天皇との会話内容を公開したことで起きた政治問題である。増原事件と呼ばれる場合もある。

## 経緯
日本は立憲君主制と議院内閣制の下に、戦後の日本国憲法において「天皇は憲法の定める国事行為のみを行い、国政に関する機能を有しない」と規定されているが、戦後の歴代内閣の首相・閣僚が「内奏」において天皇に質問される形で政治的発言に応じる慣行は存在していた。
1973年（昭和48年）5月26日、田中角栄内閣（当時：第2次田中角栄内閣）における防衛庁長官の増原惠吉が昭和天皇に「当面の防衛問題」について内奏した時、昭和天皇は「近隣諸国に比べ自衛力がそんなに大きいとは思えない。国会でなぜ問題になっているのか」と質問した。増原が「仰せの通りです。我が国は専守防衛で、野党に批判されるようなものではありません」と応答すると、昭和天皇は「防衛問題は難しいだろうが、国の守りは大事なので、昔の軍隊は悪い面もあったが、そこ（悪い面）はまねてはいけない。良い面を取り入れてしっかりやって欲しい」と発言した。
当時国会で野党の反対で難航していた防衛2法案（防衛医大設置、自衛隊改組など）の審議に向けて「勇気づけられた」と述べたことから、「現役閣僚が天皇の政治的発言を紹介した」として、内奏の翌々日の5月28日に新聞記事に掲載され、野党側は「天皇の政治利用である」との批判を行い、政治問題化した。同年6月7日には、衆議院内閣委員会（第71回国会：特別会）においてこの問題が持ち出される。問題の影響が皇室に及ぶことを回避するため、5月29日に増原は防衛庁長官を辞任した（後任には山中貞則が就任）。

## 元秘書の主張
1964年から増原惠吉の秘書を務めた横田弘之は、自身の著書『私の主張ー夢のある未来へ』の中で、この問題について次のように主張している。
「明けて昭和四十八年五月二十六日、増原長官は宮中へ参内、国務大臣として陛下に恒例のご進講を申し上げました。何事もなく終わったと思っていましたが、新聞記者の一人（毎日新聞）が記者会見に遅れ、長官の話を全く聞かないまま囲み記事に「陛下からお言葉を頂いて、臣増原恵吉は大変感激した」と書いてしまったものですから、大問題になりました。陛下は政治には関与されませんから、このようなことはありえないことなのです。
首相官邸に呼ばれ、官房長官も交えて議論されました。二階堂官房長官が「増原さん、黙って辞めてくれませんか」と持ちかけました。田中首相は烈火のごとく怒って「官房長官ごときが、防衛庁長官の進退を論じるとは何事か！増原さん、絶対辞めないでください」と言われました。そこでひとまず防衛庁へ帰りました。長官室の机には、首相から直通の赤い電話機があります。そのベルが鳴りました。私が取ると榎本総理秘書官でした。「長官はおられるか」とのことでしたから、「側におられます」と答えたところ、「総理からです、長官に代わってください」とのことでした。総理と長官のやりとりを聞いていると田中総理は「増原さん、黙って辞めてくれませんか」ということでした。増原長官は「判りました。辞めさせていただきます。しかし黙ってというわけには参りません。陛下からは何のご発言もなかったことは、はっきりと申し上げさせていただきたい」と言われました。すると総理は「そのことは当然お話になってください」ということで了解されましたから、直ちに記者会見を開いて、辞任を発表されました。ちょうど、中村梅吉衆議院議長の舌禍事件もあり、思わぬ波紋が広がり、辞任のやむなきに至り痛恨の極みでした。マスコミへの対応がいかに重要であるか、その大切さと恐ろしさを骨身にしみて勉強させられました。」と、辞任に至る経緯や葛藤を赤裸々に語っている。この主張は、増原内奏問題の根幹に関わることであり、当時の報道の信ぴょう性を考えることにも通じる内容である。